# Ыйсу
Ыйсу (эст. Õisu) — озеро в Эстонии, в уезде Вильяндимаа, расположенное рядом с одноимённым посёлком.
Имеет площадь 190,9 га. Размеры Ыйсу — 2,25 на 1,22 км. Длина береговой линии — 6,99 км. Средняя глубина озера 2,8 м, максимальная достигает 4,3 м. Площадь водосборного бассейна — 199 км². Лежит на высоте 45 м над уровнем моря.
Озеро находится на территории одноимённого парка.
В Ыйсу впадают реки Видва и Савиару, вытекает река Римму (Кыпу) — приток Раудны.